# Syrrhopodon mammillosus
Syrrhopodon mammillosus är en bladmossart som beskrevs av C. Müller 1874. Syrrhopodon mammillosus ingår i släktet Syrrhopodon och familjen Calymperaceae. Inga underarter finns listade i Catalogue of Life.